# Staatsarchiv Landshut

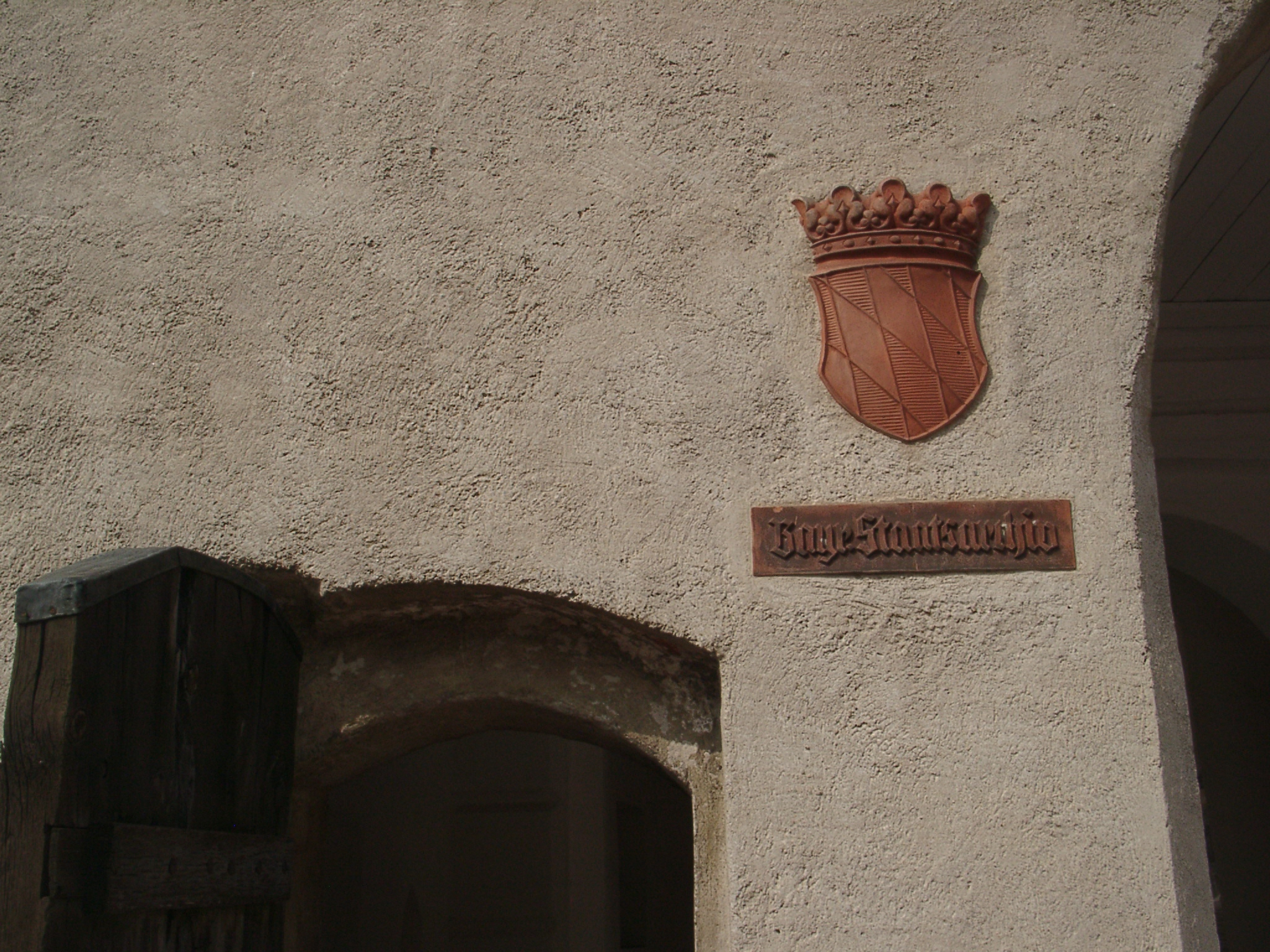
Staatsarchiv Landshut auf der Burg Trausnitz

Das Staatsarchiv Landshut ist das für den Regierungsbezirk Niederbayern zuständige bayerische Staatsarchiv. Seit 1809 war das Archiv auf der Burg Trausnitz untergebracht, ehe 2016 ein Neubau im Norden der Stadt (Ecke Schlachthofstraße/Stethaimerstraße) bezogen wurde. Vor allem durch die umfangreichen Behördenabgaben des 20. Jahrhunderts waren die historischen Räume der Burg Trausnitz zu klein geworden.

## Bestände
Die Bestände des Staatsarchivs in Landshut umfassen:
- ehemalige Rentmeisterämter Landshut und Straubing, Adelsarchive (darunter z. B. Ering, Kronwinkl, Moos).
- staatliche Mittel- und Unterbehörden sowie Gerichte im Regierungsbezirk Niederbayern ab Anfang des 19. Jahrhunderts.

Für die in Niederbayern gelegenen ehemaligen Reichsstände Hochstift Passau und Grafschaft Ortenburg wie auch für die aufgehobenen mediaten Klöster und Stifte dieses Raumes ist das Bayerische Hauptstaatsarchiv zuständig.
Der Umfang beträgt rund 18.000 lfm mit rund 2,6 Millionen Archivalieneinheiten (Stand 2011).